# HD 78955
HD 78955，又名BD-22 2512，SAO 177066、HR 3646，是一颗恒星，视星等为6.53，位于銀經250.88，銀緯16.66，其B1900.0坐标为赤經9h 5m 54.5s，赤緯-22° 16.66′ 10″。